# Liste der Kulturdenkmäler auf dem Hauptfriedhof Frankfurt

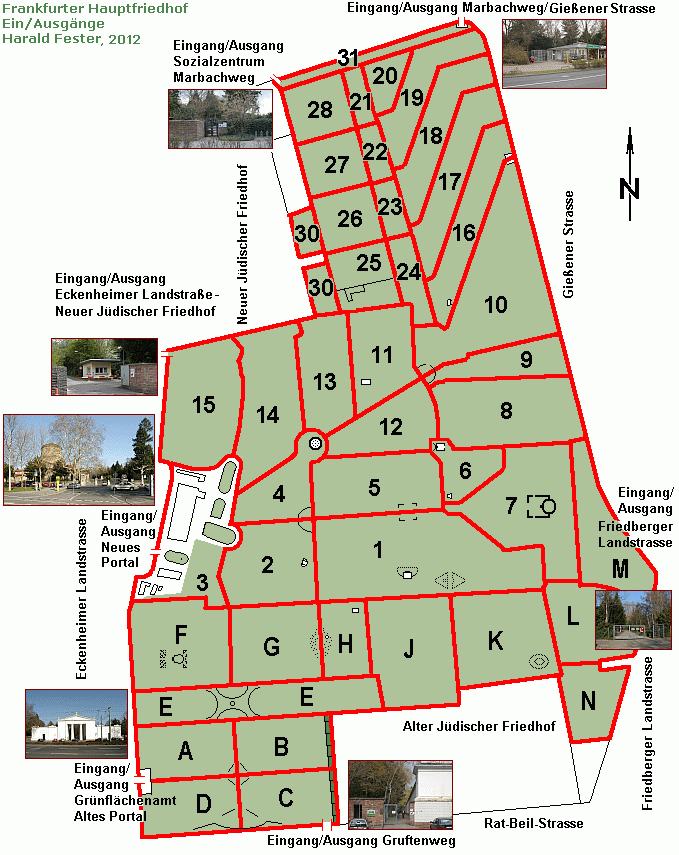
Plan des Hauptfriedhofes Frankfurt am Main

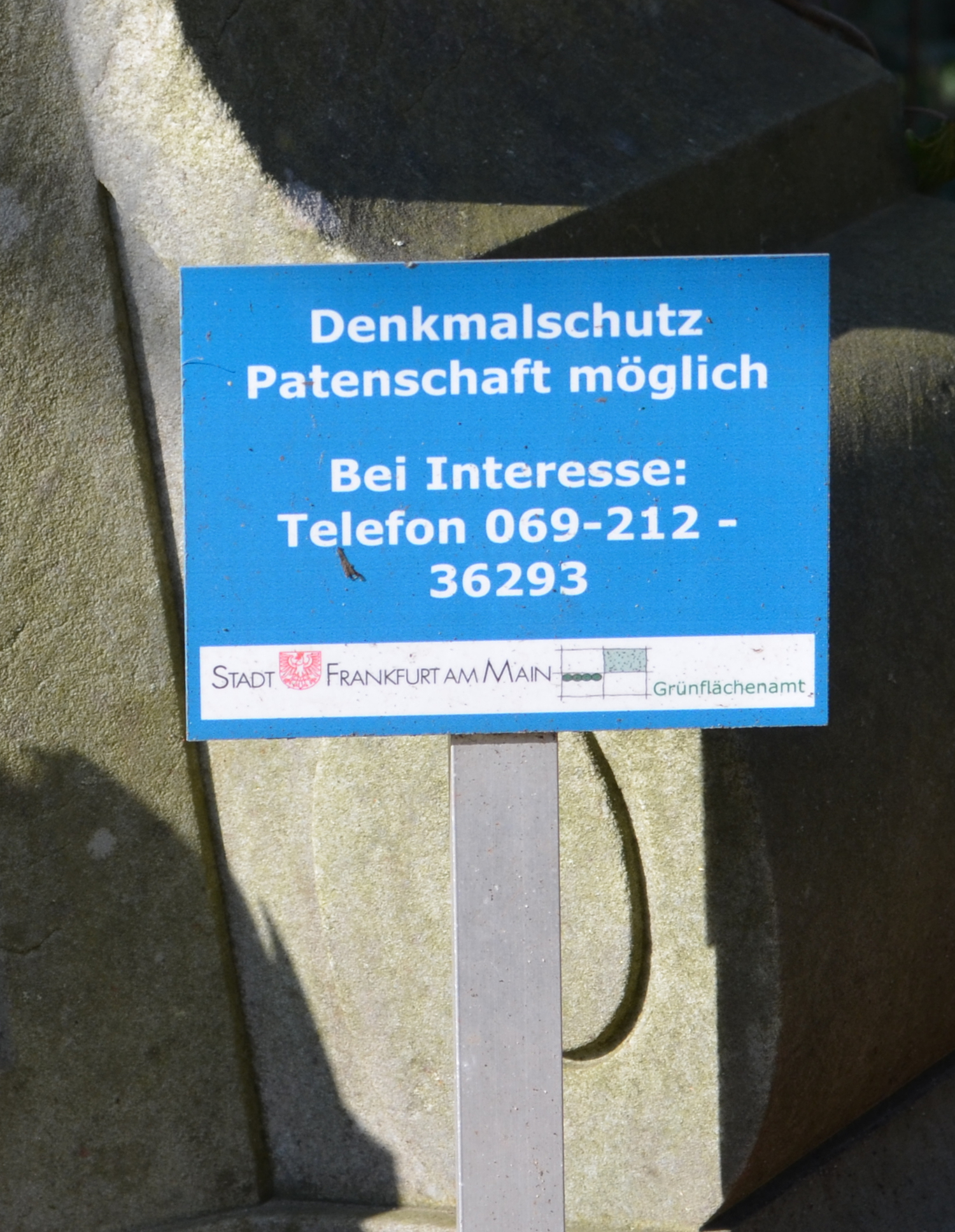
Schild Denkmalschutz

Die Liste stellt die Kulturdenkmäler auf dem Hauptfriedhof Frankfurt stellt alle Kulturdenkmäler der Stadt Frankfurt am Main vor, die sich auf dem Gelände des Hauptfriedhofes Frankfurt befinden.
Aufgrund der Menge und der übersichtlichen Darstellung wurde sie in folgende Teillisten aufgeteilt.
- Liste der Kulturdenkmäler auf dem Hauptfriedhof Frankfurt (Gewann A–B)
- Liste der Kulturdenkmäler auf dem Hauptfriedhof Frankfurt (Gewann C–D)
- Liste der Kulturdenkmäler auf dem Hauptfriedhof Frankfurt (Gewann E–F)
- Liste der Kulturdenkmäler auf dem Hauptfriedhof Frankfurt (Gewann G–N)
- Liste der Kulturdenkmäler auf dem Hauptfriedhof Frankfurt (Gewann I–XV)